# Кампо ди Карне (Латина)
Кампо ди Карне је насеље у Италији у округу Латина, региону Лацио.
Према процени из 2011. у насељу је живело 3792 становника. Насеље се налази на надморској висини од 83 м.